# Mortefontaine-en-Thelle
Mortefontaine-en-Thelle är en kommun i departementet Oise i regionen Hauts-de-France i norra Frankrike. Kommunen ligger i kantonen Noailles som tillhör arrondissementet Beauvais. År 2022 hade Mortefontaine-en-Thelle 975 invånare.

## Befolkningsutveckling
Antalet invånare i kommunen Mortefontaine-en-Thelle
| Referens: INSEE |